# Neurogomphus zambeziensis
Neurogomphus zambeziensis – gatunek ważki z rodziny gadziogłówkowatych (Gomphidae). Występuje w Afryce na południe od równika.
W RPA imago lata od grudnia do końca kwietnia. Długość ciała 45–48 mm. Długość tylnego skrzydła 29–30 mm.